# Первоцвет Зибольда
Первоцвет Зибольда, или Примула Зибольда (лат. Primula sieboldii) — многолетнее травянистое растение, вид рода Первоцвет (Primula). 
Происхождением своего европейского названия примула Зибольда обязана ботанику Филиппу Францу фон Зибольду, который в XIX веке впервые завёз несколько десятков японских сортов в западную Европу. Другое название вида — первоцвет отклонённый (Primula patens) — признано синонимом первоцвета Зибольда.

## Биологическое описание
Многолетнее травянистое растений.
Листья образуют розетку; черешок листа 4–12(18) см, плотно опушённый; листовая пластинка от яйцевидно-продолговатой до продолговатой, 4–10×(2)3–7 см, с сероватыми волосками, сердцевидные, верхушка округлая. Цветонос 12–25(30) см, опушённый; соцветие — зонтик состоящее из 5–15 цветков; прицветники линейно-ланцетные, 4–10 мм. Цветоножка 0,4–3 см, редко опушённая или опушённая. Цветки гетеростильные. Венчик сиренево-пурпурного, редко белого цвета.
Цветение в мае.
Кариотип: 2n = 22, 24, 26, 29, 36.

## Распространение
Влажные участки в лесах. Китай (Хэйлунцзян, Цзилинь, Ляонин, Внутренняя Монголия), Япония, Корея, Россия.

## В культуре

### Сорта

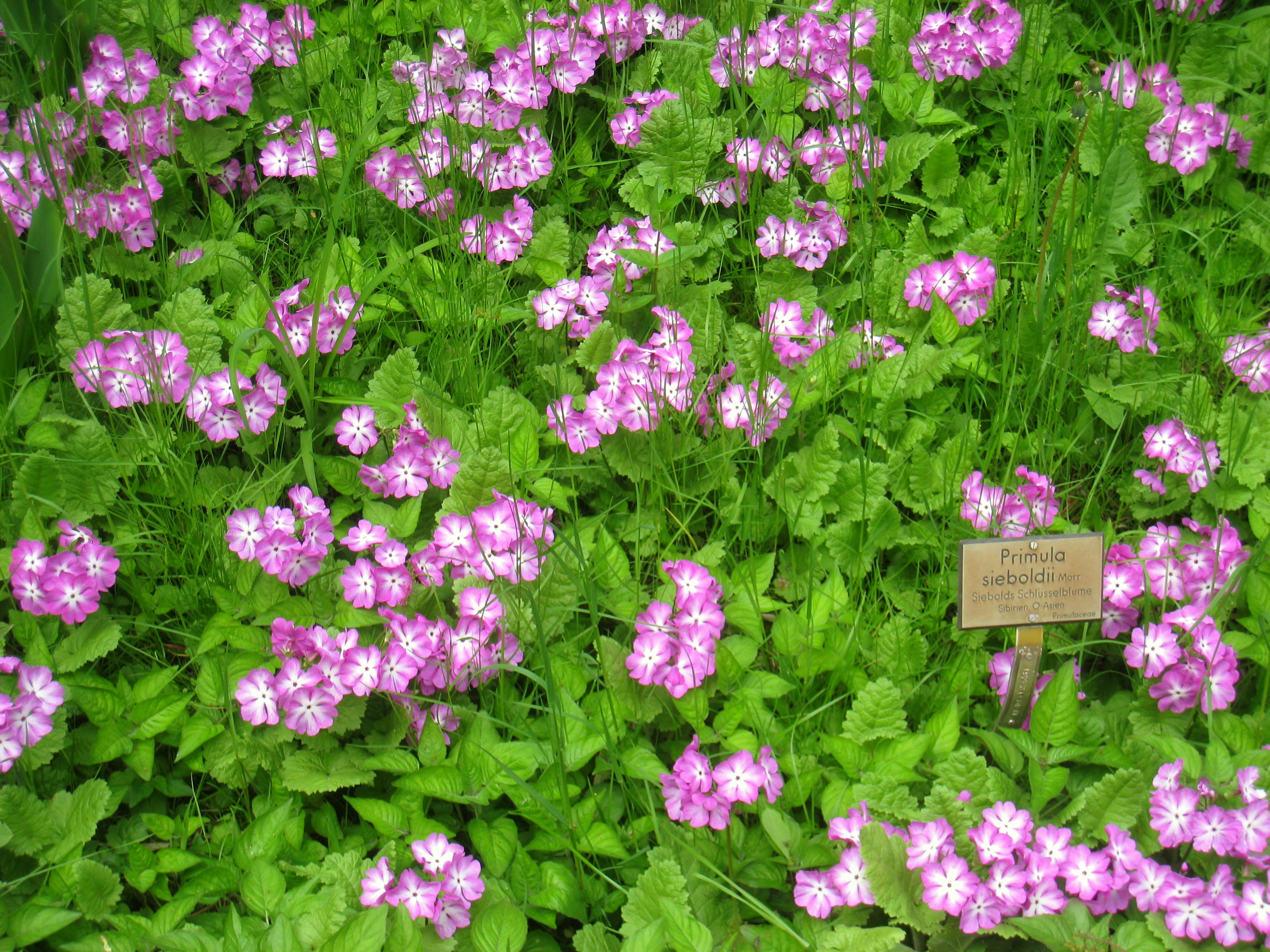
Primula sieboldii

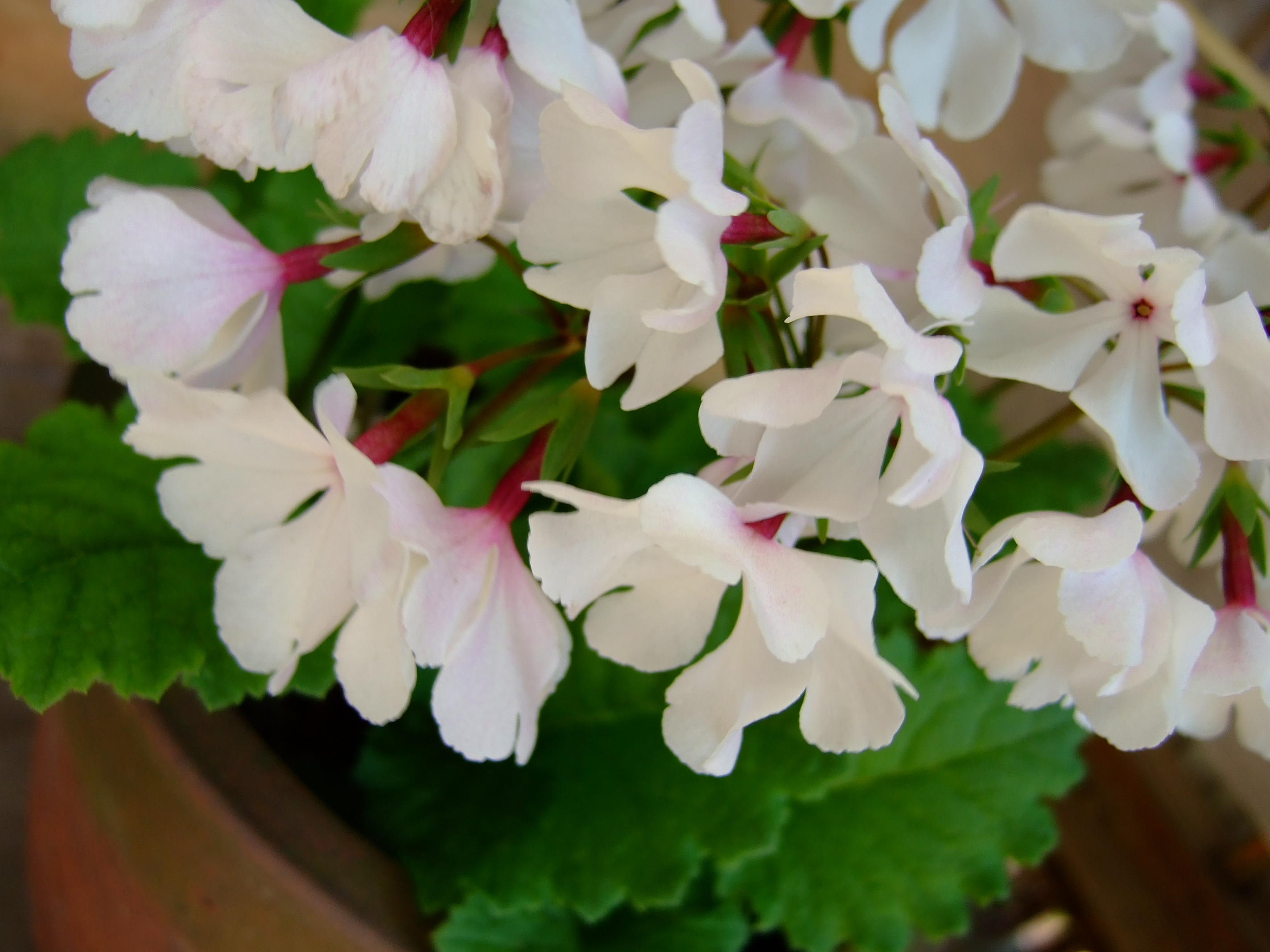
Primula sieboldii

В XX веке примула Зибольда в садах России была представлена немногочисленными старыми гибридами. Как правило, это были два типичных представителя примул Зибольда с бытовыми названиями «Розовая» и «Сиреневая», изредка встречалась третья — «Белая». Истинные названия этих сортов, если таковые и были, давно утеряны. Современные сорта могут иметь как простые, так и махровые цветки. Кроме белого цвета, расцветка венчика включает все оттенки малинового, розового, лилового, голубого и сиреневого. Исключение составляет жёлтый, оранжевый и алый цвет. Цветки могут быть двухцветными, с глазками, с контрастной «подкладкой» лепестков, окантовкой по краю и полосатыми. Как правило, эти сорта были выведены в Японии, где на протяжении более 400 лет занимаются селекцией примул Зибольда. Ежегодно в Японии проводятся выставки-фестивали сортовых примул Зибольда. В последнее время селекцией примул Зибольда занялись цветоводы Англии, Франции и России.

### Агротехника
Примулы Зибольда предпочитают полутенистые места, хотя могут мириться и с более открытыми местами при условии притенения в жаркую солнечную погоду.
Весной примулы Зибольда начинают вегетировать, когда другие сорта примул уже приближаются к цветению. Через месяц-полтора после цветения растения уходят в состояние покоя (надземная часть отмирает). Но так себя ведут в основном старые сорта, новые гибриды могут частично или полностью сохранять листву.
Примула Зибольда неприхотлива и зимостойка, но приобретая сорта иностранной селекции, следует учитывать, что, например, в той же Японии примулы чаще всего культивируют как горшочную культуру. Растения круглогодично выращивают в холодных теплицах, где зимой температура не опускается до температур при которых примулы могут погибнуть. При выращивании сортов иностранной селекции в открытом грунте можно столкнуться с тем, что их зимостойкость низка и растения либо погибнут в первую же зимовку, либо не будут цвести из-за повреждения генеративных побегов. Корневая система нарастает ещё и вверх, оголяя к осени подземную часть с почками возобновления будущего сезона. Поэтому требуется осеннее мульчирование (толщиной 2—3 см).

### Размножение
Делить взрослые кусты примул Зибольда начинают тогда, когда их корневище сильно разрастется. Деление можно производить практически в любое время, но лучше в период летнего и осеннего покоя.
Как правило, примулы Зибольда хорошо плодоносят в условиях Подмосковья и семян завязывают много. Собирают их в тот момент, когда коробочка с семенами начинает жухнуть. Посев рекомендуется производить с середины января, в начале февраля. Посев поверхностный на тонкий слой вермикулита, который рассыпают по поверхности почвосмеси. Семена могут всходить довольно долго — в течение 20—45 дней и при температуре +12…+18 °С. При более высокой температуре всхожесть семян тормозится. Растут сеянцы относительно быстро, и при посеве в феврале-марте, в мае-июне их уже можно высаживать в открытый грунт. Первое цветение сеянцев наступает следующей весной, реже осенью в год посева.

### Болезни
Лишняя сырость на листве и соцветиях, особенно в жару, может способствовать такому грибному заболеванию, как увядание цветоносов. Вирус пестролепестности, поражающий примулы, неизлечим. Цветки подобных экземпляров становятся несимметричными, на лепестках появляются радиальные полосы светлого цвета. Заражённые растения уничтожают.

## Синонимы
По данным The Plant List на 2019 год:
- Auganthus sieboldii (E.Morren) Soják
- Primula cortusoides var. patens Turcz.
- Primula patens (Turcz.) Turcz. ex E.A.Busch[3] — Первоцвет отклонённый[7]
- Primula patens (Turcz.) N.Busch [Illegitimate]
- Primula patens Turcz.
- Primula patens var. genuina Skvortsov
- Primula patens var. manshurica Skvortsov
- Primula sieboldii f. albiflora Y.N.Lee
- Primula sieboldii f. hortensis H.Takeda
- Primula sieboldii var. patens (Turcz.) Kitag.
- Primula sieboldii f. patens (Turcz.) Kitag.
- Primula sieboldii f. spontanea H.Takeda